# Фонтен, Ивонн
Ивонн Фонтен (фр. Yvonne Fontaine; 3 августа 1913, Лонгийон — 9 мая 1996, Жьян) — британская и французская разведчица Управления специальных операций.

## Биография
Француженка по происхождению. Сотрудничала с британской разведкой с 1943 года, отделением F, сетью «Тинкер» под руководством Бена Каубёрна. Занимала должность курьера, позже занялась созданием подпольной сети под руководством Каубёрна, его радиста Барретта и местного помощника Пьера Мульсана. Эвакуирована в ноябре 1943 года в Англию вместе с Барреттом по распоряжению Анри Дерикура после разгрома сети.
После прохождения обучения 25 марта 1944 года Ивонн на лодке прибыла во Францию, внедрившись курьером в сеть «Министр». За свою деятельность награждена Медалью Сопротивления. Официально агентом отделения F Управления специальной операции не числилась, согласно воспоминаниям Веры Аткинс. После войны вышла замуж за француза по имени Дюмон.